# 朝日大学ラグビー部
朝日大学体育会ラグビー部（あさひだいがくたいいくかいラグビーぶ、Asahi Univ Rugby Football Club）は、東海学生ラグビーリーグBに所属する朝日大学のラグビー部。1978年、岐阜歯科大学ラグビー部として創部した。2010年、東海学生ラグビーリーグで初優勝し、2012年には全国大学選手権初出場を果たした。

## タイトル
- 東海学生ラグビーリーグ : 13回
- 全国大学ラグビーフットボール選手権大会 : 0回（出場10回）
- 全国地区対抗大学ラグビーフットボール大会 : 1回（出場1回）
  - 優勝：2005

※年は全て年度。

## 戦績
近年のチームの戦績は以下のとおり。
| 年度 | 所属 | 勝敗   | 順位 | 大学選手権               |
| ---- | ---- | ------ | ---- | ------------------------ |
| 2009 | A1   | 3勝5敗 | 4位  |                          |
| 2010 | A1   | 8勝0敗 | 1位  |                          |
| 2011 | A1   | 6勝2敗 | 1位  |                          |
| 2012 | A1   | 8勝0敗 | 1位  | ファーストステージ敗退   |
| 2013 | A1   | 6勝2敗 | 1位  | セカンドステージ敗退     |
| 2014 | A1   | 8勝0敗 | 1位  | セカンドステージ敗退     |
| 2015 | A1   | 8勝0敗 | 1位  | セカンドステージ敗退     |
| 2016 | A1   | 5勝0敗 | 1位  | 2回戦 36-38 福岡工業大学 |
| 2017 | A1   | 7勝0敗 | 1位  | 3回戦 34-54 流通経済大学 |
| 2018 | A1   | 7勝0敗 | 1位  | 2回戦 40-55 福岡工業大学 |
| 2019 | A1   | 7勝0敗 | 1位  | 3回戦 19-38 関西学院大学 |
| 2020 | A1   | 7勝0敗 | 1位  | 2回戦 24-28 福岡工業大学 |
| 2021 | A    | 7勝0敗 | 1位  | 3回戦 7-46 同志社大学    |
| 2022 | A    | 7勝0敗 | 1位  |                          |
| 2023 | A    | 0勝7敗 | 10位 |                          |

## 主な在籍選手
- 辻󠄀谷祐貴（共同主将・HO、天理高校）
- 梶原悠汰（共同主将・SH、名古屋工業高校）
- 深見太一（副主将・FB、大阪産業大学付属高校）
- サミュエラ・ワカヴァカ（副主将・CTB、St Gregory's College）
- フィナウ・ルシアテ（LO、Massey High School）練習生/MIRAI MATCHトヨタヴェルブリッツ
- 高橋拓光（LO、松韻学園福島高校）U20日本代表選手/ワールドラグビーU20チャンピオンシップ2023

## 在籍した選手
- シオネ・ヴァイラヌ（トンガ代表/NO8、グラスゴー・ウォリアーズ）
- ティモ・スフィア（7人制日本代表/CTB、近鉄ライナーズ）
- プスパコム・ピーラナツ（UTILITY BACKS、清水建設江東ブルーシャークス）
- 大野京介（FL、豊田通商BLUE WING）
- 金城由雅（PR、豊田通商BLUE WING）
- シオネ・アフェムイ（PR、リコーブラックラムズ）
- 宮田賢斗（PR、中国電力レッドレグリオンズ）
- 吉田真亜敏 （FL、豊田通商BLUE WING）
- 菅野大輝 （HO、豊田通商BLUE WING）
- 永野拓也（WTB、関西丸和ロジスティクス）
- 志自岐直人（SH、関西丸和ロジスティクス）
- イオスア・ソウソウ（LO、関西丸和ロジスティクス）
- 重信滉史郎（PR、マツダスカイアクティブズ広島）
- 上里貴一（SO、九州電力キューデンヴォルテクス）
- 金村拓耶（CTB、清水建設ブルーシャークス）
- 阿久田健策（SO、三菱重工相模原ダイナボアーズ）
- 井手ノ瀬翔馬（LO、クリーンファイターズ山梨）
- 酒井亮八（LO 、横河武蔵野アトラスターズ）
- 中川大毅（HO、日野レッドドルフィンズ）
- 金山昌平(元関西丸和ロジスティクス)
- ナカンダカリ雄一（元マツダスカイアクティブズ広島）
- 工藤健太（元明治安田生命ホーリーズ）
- 坂本椋矢　(元日野レッドドルフィンズ)
- 刀根拓人（アナリスト、トヨタヴェルブリッツ）

## 所在地
- 岐阜県瑞穂市穂積1851-1